# Шерил Кроу
Шерил Сюзан Кроу (на английски: Sheryl Suzanne Crow, родена на 11 февруари 1962 г.) е американска певица. Музиката ѝ е многообразие от стилове, включващи рок, кънтри, поп, фолк и блус. Спечелила е 11 награди „Грами“. Шерил Кроу активно се занимава и с политика.
Кроу е изпълнявала музика съвместно с Ролинг Стоунс, дуети с Мик Джагър, Майкъл Джексън, Ерик Клептън и Кид Рок. Записвала е музика за филмите „Ерин Брокович“, „Винаги ще има утре“, „Джеймс Бонд“ и други.

## Дискография
- Tuesday Night Music Club (1993)
- Sheryl Crow (1996)
- The Globe Sessions (1998)
- C'mon, C'mon (2002)
- Wildflower (2005)
- Detours (2008)
- Home for Christmas (2008)
- 100 Miles from Memphis (2010)
- Feels like Home (2013)
- Be Myself (2017)
- Threads (2019)
- Evolution (2024)